# 白王后 (电视剧)
《白王后》（英語：The White Queen）是一部英国电视剧，改编自菲利帕·格里高利2011年历史小说The Cousins' War系列（《白王后》、《红王后》和《伯爵的女儿》组成）。故事背景是中世紀晚期金雀花王朝的後裔蘭開斯特家族和約克家族在玫瑰战争中争夺王位。从已经开战9年的1464年开始，讲述了伊丽莎白·伍德维尔、里奇蒙和德比伯爵夫人玛格丽特·博福特和安妮·內維爾卷入冲突后，追寻权利、操纵历史的故事。三部小说每部单独描写一个人，而三人同时出现在电视剧中。
10集节目从2013年6月16日开始在英國廣播公司第一台播出，两个月后于Starz频道在美国播出。
由于最开始BBC就计划只拍一季，本节目将不会續拍。而Starz电视台后来委托同一家制片公司公司制片改编相同系列小说拍摄《白公主》。